# جيمس دارين
جيمس دارين (بالإنجليزية: James Darren)‏ هو مغني وموسيقي ومخرج وممثل أمريكي، ولد في 8 يونيو 1936 بفيلادلفيا في الولايات المتحدة.

## أعمال

### أفلام
- (1961) أسلحة نافارون[7]

## وصلات خارجية
- جيمس دارين على موقع IMDb (الإنجليزية)
- جيمس دارين على موقع الموسوعة البريطانية (الإنجليزية)
- جيمس دارين على موقع ألو سيني (الفرنسية)
- جيمس دارين على موقع ميوزك برينز (الإنجليزية)
- جيمس دارين على موقع أول موفي (الإنجليزية)
- جيمس دارين على موقع قاعدة بيانات الأفلام السويدية (السويدية)
- جيمس دارين على موقع إن إن دي بي (الإنجليزية)
- جيمس دارين على موقع ديسكوغز (الإنجليزية)
- جيمس دارين على موقع ديسكوغز (الإنجليزية)
- جيمس دارين على موقع قاعدة بيانات الفيلم (الإنجليزية)